# كريستوفر شافيز
كريستوفر شافيز (بالإنجليزية: Christopher Chavis)، من مواليد 8 يونيو 1961م، وهو مصارع أمريكي محترف، شارك في عدة بطولات المصارعة الحرة، ومنها بطولة رويل رومبل، ولقبه الحالي «تاتنكا».